# E-767

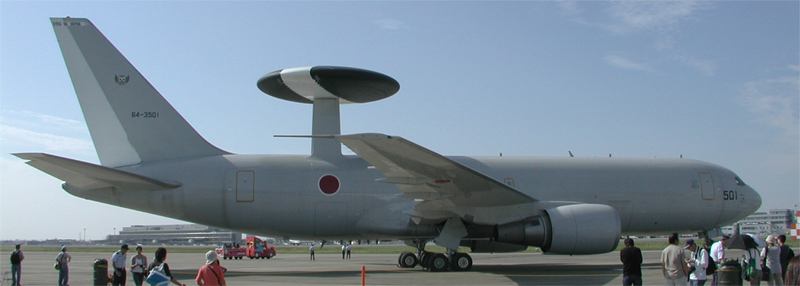
Een Boeing E-767 in 2005 op de luchtmachtbasis van Komaki

De Boeing E-767 is een Airborne warning and control system (AWACS) ontworpen voor de Japanse Zelfverdedigingstroepen.
Het bestaat uit de radar van de Boeing E-3, maar geplaatst op de Boeing 767.

## Geschiedenis
Op 6 september 1976 vloog Viktor Belenko met zijn Mikojan-Goerevitsj MiG-25 naar Hakodate in Japan. Omdat hij laag vloog, verloren de Japanse Zelfverdedigingstroepen het radarcontact. Daarom wilden ze een Airborne warning and control system aanschaffen.
In 1976 was de United States Air Force bezig met de Boeing E-3, maar Japan kon die nog niet kopen. Daarom kozen de E-2 Hawkeye en die ging in januari 1987 in dienst op de luchtmachtbasis Misawa. 
In 1991 wilde Japan alsnog de Boeing E-3 kopen, maar de Boeing 707 was toen niet meer verkrijgbaar.
In 1992 bood Boeing een AWACS op een Boeing 767-200 ER aan en Japan bestelde er twee voor 1993 tegen 113,9 miljard Japanse yen en nog twee voor 1994 tegen 108,1 miljard yen. Japan bouwt zelf 15% van de Boeing 767.
De E-767 vloog voor het eerst op 4 oktober 1994 te Paine Field in Washington. De eerste vlucht met de radome gebeurde op 9 augustus 1996. De twee eerste E-767 werden op 11 maart 1998 geleverd aan Japan.
Levering van de derde en vierde volgde op 5 januari 1999. 
Op 10 mei 2000 waren alle vier E-767 in dienst bij de Airborne Early Warning Group (AEWG) van het 601e squadron op luchtmachtbasis Hamamatsu. De startbanen moesten daartoe versterkt worden.

## De Boeing 767
De Boeing 767 biedt 1,5 x zoveel vloeroppervlakte en 2 x zoveel volume in vergelijking met de Boeing 707.
De E-767 is gewoonlijk grijs geschilderd. Er zijn geen vensters om de bemanning en de apparaten te beschermen tegen de elektromagnetische straling van de radar.
De elektronica zit vooraan als tegengewicht voor de radome op twee steunen achter de vleugels. De achterste cabine bevat rustplaatsen, de keuken en de toiletten.

## De motoren
De E-767 wordt voortgestuwd door twee General Electric CF6-80C2B6FA high bypass turbofans die elk 273,6 kN stuwkracht leveren. De oorspronkelijke 90 kW generatoren (een per motor) zijn vervangen door 150 kW generatoren om elektrische stroom te leveren aan de radar en andere toestellen.

## De radome
De radome heeft 9,14 m in diameter en is 1,83 m dik. De radome draait in bedrijf aan 6 omwentelingen per minuut en anders aan 0,25 omwentelingen per minuut om het mechanisme gesmeerd te houden.

## De antennes
Er zijn verschillende Marconi-antennes voor UHF en VHF communicatie in het midden van de romp bovenaan en onderaan.
Op elke vleugel is een antenne voor HF-communicatie. Achteraan de vleugels zit nog een antenne voor de JTIDS (Joint Tactical Information Distribution System).

## Elektronica
The elektronica van de E-767 is hetzelfde als van de E-3. De radar is Northrop Grummans  AN/APY-2 Passive electronically scanned array 3D-gepulste Doppler radar meet tegelijk azimut, elevatie, afstand en snelheid.
De radar heeft 360° zicht en kan doelwitten op 320 km detecteren.
De AN/APY-2 zit samen met de Identification Friend or Foe (IFF) Mk XII in de radome.
Een IBM CC-2E computer verwerkt de gegevens en toont ze op 14 beeldschermen.

## Radar System Improvement Program
In november 2006 kreeg Boeing een contract van $108 miljoen voor een  Radar System Improvement Program (RSIP) op de vier E-767 met inbegrip van wisselstukken, slijtstukken, hulpstukken en technische documentatie.
Het contract verliep via het Electronic Systems Center te Hanscom Air Force Base in Massachusetts. 
De vier kits waren geïnstalleerd in december 2012 bij Boeing te Seattle.
RSIP verhoogt de gevoeligheid, om kleinere doelwitten te detecteren en te volgen.
Het vervangt ook de computer door een multi-processor met nieuwe software.
Northrop Grumman Electronic Systems bouwt de RSIP kit als onderaannemer van Boeing.